# Reducción de Midland
La reducción de Midland es una reacción orgánica que consiste en la reducción asimétrica de cetonas, empleando B-isopinocamfeil-9-borabiciclo[3.3.1]nonano (Alpine-borane ®). Fue descrita por M. Mark Midland, profesor de la Universidad de California, Riverside.